# Lioprosopa
Lioprosopa is een geslacht van vlinders van de familie snuitmotten (Pyralidae), uit de onderfamilie Phycitinae.

## Soorten
- L. colobela Turner, 1947
- L. chlorogramma Meyrick, 1890
- L. dimochla Turner, 1947
- L. eurysticha (Turner, 1904)
- L. haploa Turner, 1947
- L. haploschema (Turner, 1904)
- L. holophaea (Turner, 1905)
- L. icasmopis (Turner, 1904)
- L. niphopleura (Turner, 1913)
- L. niphosema (Turner, 1913)
- L. pachyzancla Turner, 1947
- L. phaeochiton Turner, 1947
- L. phaulodes Turner, 1947
- L. platymochla Turner, 1947
- L. pleurochorda (Turner, 1913)
- L. poliosticha Turner, 1947
- L. rhadinodes Turner, 1947
- L. rhantista Turner, 1947
- L. stereosticha (Turner, 1905)
- L. tanybela Turner, 1947
- L. thiomochla Turner, 1947
- L. transecta Turner, 1947